# Ernst Künz
Ernst Künz (* 23. Februar 1912; † 21. August 1944 bei Santakai) war ein österreichischer Fußballspieler. Der Verteidiger gewann mit der österreichischen Amateurauswahl bei den Olympischen Spielen 1936 in Berlin die Silbermedaille.

## Karriere
Ernst Künz spielte beim FC Lustenau 07 in der Vorarlberger Landesliga. Die Liga war damals auf Amateurbasis ausgerichtet und stand nicht mit der professionellen österreichischen Meisterschaft in Verbindung, die sich zur damaligen Zeit nur auf den Wiener Raum beschränkte. Mit den Lustenauern dominierte der Back die Vorarlberger Meisterschaften und stand auch im Finale der Amateurstaatsmeisterschaft 1933, welche jedoch an den Grazer AK verloren gingen. Von Trainer Jimmy Hogan wurde er 1936 zu den Olympischen Spielen nach Berlin mitgenommen, obwohl er bis dahin noch kein Spiel für die österreichische Amateur-Nationalmannschaft bestritten hatte. Gemeinsam mit Martin Kargl vom SC Kores Wien stellte er in allen vier Partien in Berlin die österreichische Verteidigung und erreichte mit der Mannschaft das olympische Finale, welches 1:2 in der Verlängerung an Italien verloren ging.
Künz gilt seit dem 21. August 1944 bei Santakai in Litauen als vermisst.

## Erfolge
- 1 × Österreichischer Vize-Amateurstaatsmeister: 1933
- Teilnahme bei den Olympischen Spielen 1936: Silbermedaille
- 4 Spiele für die österreichische Amateur-Nationalmannschaft 1936